# Hipparchia mellaertsi
Hipparchia mellaertsi är en fjärilsart som beskrevs av Derenne 1926. Hipparchia mellaertsi ingår i släktet Hipparchia och familjen praktfjärilar. Inga underarter finns listade i Catalogue of Life.